# CANape
CANape ist eine Mess-, Kalibrier-, Diagnose- und Flash-Software der Vector Informatik GmbH. Mit der bei Fahrzeug- und Steuergerätezulieferern weit verbreiteten Entwicklungssoftware erfolgt die Abstimmung von Algorithmen in Steuergeräten zur Laufzeit.

## Beschreibung
Bei der Steuergeräte-Kalibrierung (auch Steuergeräte-Applikation genannt) wird ein Reglerverhalten ohne Änderung des Programmcodes nur durch Änderung der Parametrierung an unterschiedliche Fahrzeugmodelle bzw. Fahrzeugvarianten angepasst. Dies erfolgt durch den Einsatz von Mess- und Kalibriersystemen wie CANape im Labor, an Prüfständen oder während der Fahrerprobung. Um die Auswirkungen der Parameterverstellung zu bewerten, greifen die Entwicklungsingenieure die relevanten Prozessgrößen mit konventioneller Messtechnik an Sensoren und Aktoren ab und lesen die Daten aus dem Steuergerät aus. An die steuergeräteinternen Messdaten, z. B. Zwischenergebnisse einer Berechnungsfunktion, gelangt man über die ASAM-Standardprotokolle XCP bzw. CCP und die fahrzeugtypischen Bussysteme des Steuergeräts (CAN, CAN FD, FlexRay, LIN, Ethernet/BroadR-Reach/Automotive Ethernet). Um einen performanten Steuergeräte-Zugang zu realisieren, können prozessorspezifische Schnittstellen (z. B. JTAG, DAP, Aurora, Nexus) über externe Hardware-Lösungen (z. B. Vectors VX1000 System) in XCP on Ethernet gewandelt werden.
Ein typischer Anwendungsfall für das Kalibrieren mit CANape ist die Online-Verstellung. Dabei werden die Parameter direkt im Steuergerät geändert. Die sich daraus ergebende Reglercharakteristik ist unmittelbar mess- und damit überprüfbar. Anhand von Messdaten aus dem Steuergerät oder von physikalischen Messgrößen am oder im Fahrzeug kann so genau analysiert werden, wie sich jede einzelne Änderung auswirkt. CANape unterstützt unterschiedliche ADAS-Sensoren wie Radar, LIDAR und Video. Kombiniert mit Hardware kann CANape mehrere Gigabyte an Daten pro Sekunde abzuspeichern. Bestandteil ist ein Kalibrierdaten-Management und eine Messdatenauswertung inklusive Datenmanagement sowie Reporting. CANape bietet Zugang zu Bus-, Diagnose- und analogen Messdaten.

## Funktionsumfang
Alle zur Einstellung der Parameterwerte notwendigen Funktionen sind standardmäßig in CANape implementiert: Messen, auswerten (manuell oder automatisiert), verstellen, verwalten, flashen. CANape erlaubt auch den symbolischen Zugriff auf Daten und Funktionen, die über das Diagnoseprotokoll zugänglich sind und unterstützt das Kalibrieren über XCP on FlexRay.
Optionen erweitern den Funktionsumfang von CANape um den Zugriff auf Modelle zur Laufzeit in Simulink, Funktions-Bypassing, die optische Verifikation der Objekterkennungs-Algorithmen bei der Entwicklung von Fahrerassistenzsystemen und um ein ASAM MCD3-Interface.

## Versionen
Version 1.0 wurde 1996 veröffentlicht. Bis zur Version 6.0 hieß das Produkt CANape Graph.
Aktuelle Version von CANape ist 23.0 (Stand Juli 2025).

## Unterstützte Standards und Protokolle
Der Zugriff auf steuergeräteinterne Größen erfolgt über standardisierte Mess- und Kalibrierprotokolle wie CCP (CAN Calibration Protocol) und XCP (Universal Measurement and Calibration Protocol). CANape war das erste Mess- und Kalibriertool, das den Zugriff über XCP on CAN und XCP on FlexRay ermöglichte.
Unterstützte ASAM-Standards, Stand Juni 2015:
- AE MCD-1 XCP
- XCP on CAN Interface Reference
- XCP on Ethernet Interface Reference
- XCP on FlexRay Interface Reference
- XCP on SxI Interface Reference
- XCP on USB Interface Reference
- AE MCD-1 CCP
- AE MCD-2MC ASAP2/A2L
- AE MCD-2D ODX
- AE MCD-2 FIBEX
- AE MCD-3
- COM/DCOM Interface Reference
- ASAP3 Automation/Optimisation Interface
- MDF

Weitere unterstützte Protokolle:
- CAN, CAN FD, Ethernet, BroadR-Reach, FlexRay, LIN, SAE J1939, GMLAN und MOST
- ISO 14230 (KWP2000 on CAN) und ISO 14229 (UDS)
- Einbindung von Messtechnik und Hardware-Interfaces von Drittherstellern
- iLinkRT
- SOME/IP[17] (Service-Oriented Middleware over IP)
- DLT (Diagnostic Log and Trace)
- DDS (Data Distribution Service)
- gRPC (Remote Procedure Call)
- PLP (Packet Layer Protocol)[18]

Erfordert die Entwicklungsaufgabe einen hohen Messdatendurchsatz, erfolgt der Datenzugriff mit Vectors VX1000 System über mikrocontroller-spezifische Datentrace- und Debug-Schnittstellen wie JTAG, DAP, Nexus AUX, Aurora, HSCT, SWD, ZipWire.

## Unterstützte Hardware
Neben Steuergeräten können auch Sensoren, Aktoren und Messhardware eingebunden werden.
Folgende Hardware wird unterstützt (Stand Juli 2025):
- VN Hardware für CAN, LIN, FlexRay und Automotive Ethernet[19]
- VX Hardware[20]
- CSM Messmodule[21]
- VIO System Messmodule[22]
- xETK von ETAS[23]
- ADAS-Sensoren: Radar, Video, Lidar, Ultraschall, Inertial Measurement Units (IMU), GPS, GNSS[24]
- Messmodule über das Computer Module Protocol (CMP)[25]
- Alle Messtechnikprodukte, die über CAN oder XCP-on-Ethernet eingebunden werden können.